# HTC U12+
HTC U12+（エイチティーシー ユー トゥウェルブ プラス）は、HTCによって開発された、Androidを搭載したスマートフォンである。

## 概要
HTC Uシリーズの2018年モデル。前作のHTC U11と比べ、メインディスプレイを5.5インチから6.0インチへと拡大させ、アスペクト比を16:9から、18:9に拡大した。
また、メモリを4GBから6GBに、ストレージを128GBに拡大した。
U11で搭載された側面の感圧「エッジセンス」は「エッジセンス2」となり、「持つ」や「ダブルタップ」の動作にも反応するようになった。
2017年モデルのHTC U11は、日本ではau、ソフトバンクの大手キャリアで発売され、翌年にSIMロックフリー端末がメーカー直販、家電量販店、MVNOで発売されていたが、今回はSIMロックフリー端末のみとなり、大手キャリアからは発売されなかった。HTC U11と同様、日本国内向けSIMフリー機種としては珍しく、防水・防塵（IP68)で、FeliCaを搭載している。
この端末がリリースされた2018年7月20日から約4年間、日本向けのHTC端末では最終機種となっていたが2022年9月1日に後継機となるスマホDesire 22 proが発表された。